# Alemanys del Volga

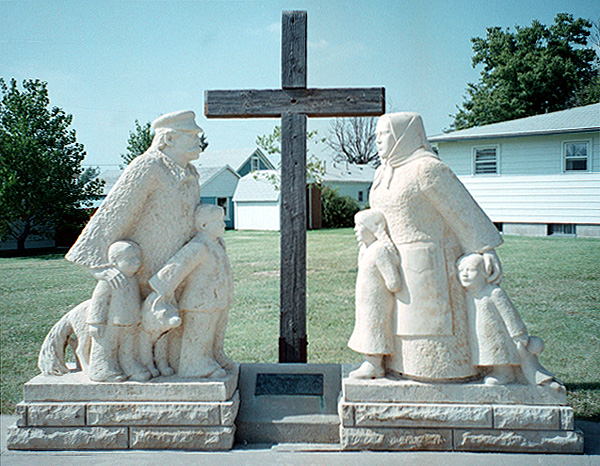
Monument als Alemanys del Volga a Kansas

Els alemanys del Volga són emigrants alemanys que s'establiren a la regió del Volga durant el govern dels tsars, cridats per Caterina la Gran (1760-1761). Tingueren república pròpia del 1924 al 1941.

## Història

### Els orígens
La colonització alemanya a Rússia venia ja de molt antic, de manera que hi havia diversos grups d'alemanys russos:
- Un grup petit de comerciants urbans, portats al país per Ivan el Terrible (1533-1584) i Pere el Gran (1682-1725), que s'establiren principalment a Moscou i Sant Petersburg.
- Els establerts per Caterina la Gran quan el manifest del 22 de juliol del 1763 per tal de lluitar contra els calmucs nòmades.
- Els qui s'establiren amb el manifest d'Alexandre I de Rússia del 20 de febrer del 1804, a Transcaucàsia i Tbilisi el 1817-1820.

L'emperadriu russa, Caterina II (1762-1796) intentà repoblar el Volga per tal d'evitar l'establiment de kazacs. Conscient de les mancances demogràfiques de Rússia i Ucraïna, i seguint l'exemple del rei de Prússia, Frederic Guillem I, a Transsilvània, envià nombrosos agents als diferents principats alemanys que reclutaren milers d'emigrants (pagesos i artesans), als quals el govern rus oferí certs avantatges apreciables (habitatge, terres de propietat, bestiar i instruments de treball). D'aquesta manera, entre el 1764 i el 1768 s'hi instal·laren als marges del Volga 104 colònies amb 27.000 alemanys. D'altres es traslladarien a Crimea, Nord del Caucas, Sibèria i Kazakhstan.
Majoritàriament procedien de Suàbia, però entre el 1853 i el 1874 s'hi instal·laren membres de la secta mennonita. Cap al 1862 hi havia 304 colònies amb 100.000 establerts, de les quals en sorgirien 3.000 més, però el 1871 aboliren els privilegis fiscals i militars dels colons, raó per la qual molts d'ells emigraren cap als Estats Units d'Amèrica; i des del 1874 els obligaren a fer el servei militar com als altres russos.
El 1897 el territori alemany del Volga fou atribuït al Gubernia de Saratov, on els alemanys només eren el 7,4% de la població, i uns 12.000 vivien a la ciutat. Cap al 1914 hi vivien a Rússia uns 1.621.000 alemanys, i d'ells 600.000 a la zona del Volga, repartits així:
- Territori del Volga	600.000
- Mar Negre i Crimea	520.000
- Volínia	 150.000
- Rússia Asiàtica	102.000
- Caucas Nord	 100.000
- Sant Petersburg	 22.000
- Transcaucàsia	 21.000
- Ciutats	 106.000

En esclatar la Primera Guerra Mundial, les autoritats tsaristes malfiaren de llur possible simpatia pel kàiser, i per això el 1915 decidiren el seu trasllat cap a l'Est de tots els qui es trobessin a menys de 150 kilòmetres de la frontera germanorussa, així com els alemanys del Volga. Uns 15.000 de Volínia foren duts a l'Est, i molts moriren pel camí. Per un decret del 1916 els del Volga foren expulsats del seu territori, però l'abril del 1917 els bolxevics les paralitzaren.

### La revolució

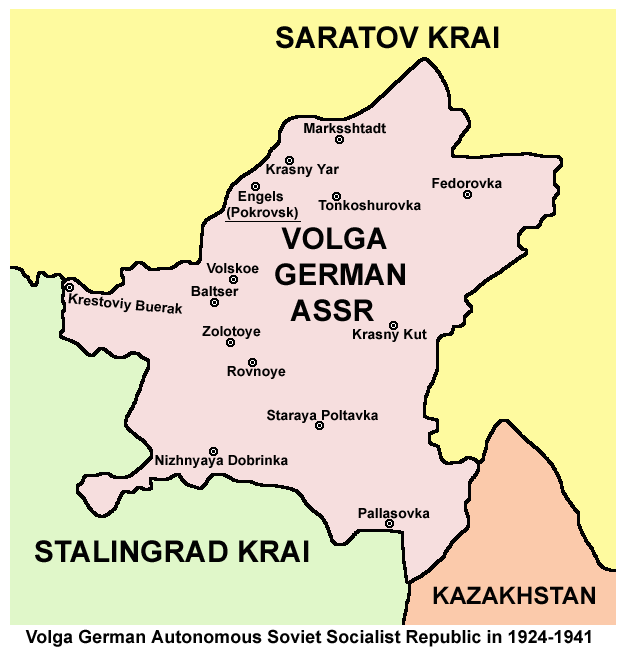
Mapa de l'RSS Autònoma dels Alemanys del Volga entre 1924 i 1941

Els alemanys del Volga s'adheriren al programa bolxevic i el 18 d'octubre de 1918 constituïren una Comuna de Treballadors, que fou l'embrió del territori autònom dels Alemanys del Volga creat el 19 de juliol de 1919.
El febrer de 1924 es formà la República Socialista Soviètica Autònoma dels Alemanys del Volga (en alemany Autonome Sozialistische Sowjet-Republik der Wolga-Deutschen, ASSRWD; en rus Автономная Советская Социалистическая Республика Немцев Поволжья
Avtonómnaia Soviètskaia Sotsialistitxèskaia Respúblika Nèmtsev Povóljia). La capital fou Engels.
El setembre de 1941 la república fou dissolta i els seus habitants alemanys deportats a l'Altai, acusats de col·laborar amb els nazis. El seu territori fou repartit entre les províncies (óblast) de Saràtov i Stalingrad (després Volgograd). Dels més de 600.000 habitants que tenia, uns 450.000 eren alemanys.

### A la recerca del reconeixement
En acabar la guerra, alguns foren recol·locats al krai de l'Altai, a l'óblast d'Omsk i a Celinograd, i Stalin els acusà aleshores de col·laborar amb l'enemic, i n'envià molts a camp de treball.
Pel setembre del 1955 Konrad Adenauer visità Moscou i s'interessà per llur situació, i com a gest de bona voluntat, el 13 de desembre del 1955 se'ls aixecaren les restriccions, recuperaren llurs drets polítics i foren rehabilitats com a ciutadans soviètics ordinaris; però foren obligats a signar la renúncia a tornar al seu lloc d'origen i a reclamar propietats. Uns 200.000 d'ells demanaren aleshores emigrar a Alemanya.
El 1955 obriren el primer diari alemany a Altai i el 1957 a Moscou el Neues Leben, que editava 300.000 exemplars; també emetien programes de ràdio a Moscou (1956), Kazakhstan (1957) i Kirguizstan (1962). El 1957 es permeté tornar a donar classes en alemany si hi havia de 8 a 10 alumnes i professorat qualificat. Pel juliol del 1957 el rev. Bachmann, qui s'havia passat 20 anys en camps de treball, organitzà l'església luterana a Celinograd, però no podia ordenar sacerdots, tot i que li permeteren imprimir bíblies i tenir relacions amb Alemanya. El 1959 ja eren 1.620.000, d'ells 648.000 al Kazakhstan i 820.000 a Rússia, 91.000 a Kirguistan i altres a Tadjikistan i l'Uzbekistan.
Pel decret del 29 d'agost del 1964 (publicat el 28 de desembre) foren rehabilitats políticament de la traïdoria de què els havien acusat, i el 1967 els foren restablits llurs drets culturals (ensenyament en alemany, reorganització de l'església luterana), però no els deixaren tornar a la seva antiga república. El 1965 uns 13 anaren a Moscou, però no aconseguiren ser rebuts ni recolliren gaires signatures; tornarien el maig-juny del 1965 uns 35 representants del Kazakhstan, Sibèria, l'Àsia central i el Volga, d'entre ells, el cap del departament de defensa de l'antiga RSSA del Volga i heroi de guerra. El 7 de juny foren rebuts per Anastàs Mikoian. Demanaren el restabliment de l'antiga RSSA, al·legant que la zona està poc poblada (menys del 25%) i que no agafin colons, així com facilitats culturals. Mikoian els va dir que la proposta era inviable perquè deixarien abandonades les mines de Karaganda, però que investigarien qualsevol cas de discriminació (eren el 12% de la població en sis províncies kazaks).
L'estiu del 1966 fou enviada a Moscou una petició de 8.123 signatures, i el 1967 se n'enviaren dos més. Cap al 1970 tenien tres diputats alemanys al Soivet Suprem, així com un Ministre d'Alimentació a Rússia (i un altre al Kazakhstan), i un tercer diari, FREUNDSCHAFT, a Celinograd, on també emeten programes de televisió i ràdio, tenen una editorial, llibres i articles. Alguns han tornat al seu antic territori individualment, però no en massa.
Es formà aleshores el moviment sociopolític i reivindicatiu Wiedergeburt (Renaixement), que va promoure algunes accions per tal de recuperar l'antiga república. Tanmateix, el 1979 es produí una manifestació de kazacs i russos a Celinograd (Kazakhstan) protestant contra el possible establiment d'una RSSA Alemanya al seu territori. Aleshores hi havia 762.000 a Rússia (820.000 el 1959) i 839.000 al Kazakhstan (648.000 el 1959) a Celinograd, Karaganda, Dzhambul, Taldy Kurgan i Almaty, 90.000 a Kirguizstan (40.000 el 1959) i 38.000 a Tadjikistan. Els que tenen el rus com a llengua materna i no l'alemany augmentaren del 5% el 1926 al 24% el 1959 i al 32,7% el 1970, a causa dels matrimonis mixtes.

### Retorn a Alemanya
Com a resultat, molts decidiren emigrar a la Vaterland Deutschland, ja que allí eren considerats com a aussiedler (repatriats). Entre el 1945 i el 1991 uns 403.258 alemanys havien abandonat l'URSS i tornat a Alemanya (però només 70.000 entre el 1970 i el 1990). Però quan arriben tenen molts problemes d'adaptació de costums, pel fet que molts ja no parlen alemany a causa dels matrimonis amb russos. Entre el 1957 i el 1973 uns 27.000 han abandonat l'URSS, però d'ells 20.000 no eren ciutadans soviètics abans de la Segona Guerra Mundial. El 1971 només 871 alemanys soviètics marxaren a Alemanya, però augmentaren a 2.920 el 1972. El nombre de retornats era:
- 1970	438
- 1971	886
- 1972	3.315
- 1973	4.436
- 1974	6.345
- 1975	5.752
- 1976	9.626
- 1977	9.119

Però Amnistia Internacional informà que havien estat detinguts el 1979 per intentar emigrar il·legalment Anton Bleile, Lily Furman, Albert Harleman, Alwin Klassen, Artur Klink, Valentin Klink, Helmut Martens, Otto Netzel, Ivan Peters, Heinrich Redikop, Ivan Redikop, Ivan Schultz, Ivan Teurer, Valentin Vins, Ivan Wagner i Anton i L. Windschuh.
Uns 10.000 s'han establert a Königsberg, patrocinats per la Unió dels Expulsats (Bund der Heimatretrieben). El 22 de novembre del 1991 Mikhail Gorbatxov els prometé la restauració de la seva RSSA, però la dissolució de l'URSS deixà el tema en punt mort.